# Хьюстон Динамо
«Хью́стон Дина́мо» (англ. Houston Dynamo, произносится «Да́йнамо») — американский футбольный клуб из Хьюстона, штат Техас. С 2006 года выступает в MLS, высшей футбольной лиге США и Канады. Команда выиграла Кубок MLS в первые два сезона существования (2006, 2007). С 2012 года клуб выступает на новом домашнем стадионе «Шелл Энерджи Стэдиум», вмещающим 22 039 зрителей. Команда принадлежит инвестиционной группе уроженца Мексики Габриэля Бренера, у которого находится контрольный пакет акций. Миноритарными владельцами являются боксёр Оскар Де Ла Хойя, Джейк Силверстайн, Бен Гилл и баскетболист Джеймс Харден.

## История
Клуб был основан 15 декабря 2005 года, после того как игроки и тренеры команды «Сан-Хосе Эртквейкс» переехали из Калифорнии в Техас, в связи с тем, что владельцам не удалось построить собственный стадион в городе Сан-Хосе.

Эмблема «Хьюстон Динамо» с 2006 по 2020 гг.

25 января 2006 года было объявлено новое название команды — «Хьюстон 1836». Согласно MLS и владельцам, избранное название относилось к году основания города Хьюстон. Новый логотип команды «Хьюстон 1836» включал силуэт генерала Сэма Хьюстона, одного из важнейших исторических фигур в истории Техаса, давшему городу его имя. Однако вскоре выбранное название стало вызывать политические протесты среди местных жителей латиноамериканского происхождения, которые связывали 1836 год с окончанием техасской войны за независимость, после которой Техас был аннексирован от Мексики. В связи с тем, что латиноамериканские болельщики составляли весомую аудиторию команды, лига приняла решение изменить название. Было выбрано другое имя, «Динамо» («Да́йнамо»), в честь энергетической промышленности Хьюстона и предыдущей команды «Houston Dynamos» («Хьюстон Дайнамос»), существовавшей в городе в прошлом.
Официальные цвета клуба — оранжевый, белый и светло-голубой.

## Доходы и рентабельность
Доходы «Динамо» значительно увеличились после переезда на «Би-би-ви-эй Компасс Стэдиум» в 2012 году, команда стала на порядок рентабельнее. «Динамо» удвоило сезонные продажи билетов в течение одного года после переезда на новый стадион.

### Спонсоры
24 августа 2007 года «Хьюстон Динамо» подписало четырёхлетний спонсорский контракт стоимостью в $ 7,5 млн с хьюстонским розничным поставщиком электроэнергии, Amigo Energy. Компания стала официальным титульным спонсором клуба. «Динамо» стало пятой командой лиги, обзаведшейся титульным спонсором. Логотип Amigo Energy появился на всех командных футболках наряду с другим снаряжением, компания также стала официальным поставщиком энергетики для «Динамо».
7 декабря 2010 года команда объявила, что новым корпоративным титульным спонсором стал Greenstar. Сумма трёхлетнего контракта составила $ 12,7 млн, предусмотрена опция продления на два года, компания стала крупнейшим спонсором в истории команды. Логотип Greenstar появился на игровой форме «Динамо» и прочей командной одежде. Greenstar предоставляет услуги утилизации отходов на «Би-би-ви-эй Компасс Стэдиум». Сделка была разорвана по обоюдному согласию после чуть более двух лет в целях содействия «Greenstar» в сфере управления отходами.

## Текущий состав
| №  |                           | Поз. | Имя                                            | Год рождения |
| -- | ------------------------- | ---- | ---------------------------------------------- | ------------ |
| 2  | Аргентина                 | Защ  | Франко Эскобар                                 | 1995         |
| 3  | Австралия                 | Защ  | Брэд Смит                                      | 1994         |
| 4  | Соединённые Штаты Америки | Защ  | Итан Бартлоу                                   | 2000         |
| 5  | Соединённые Штаты Америки | Защ  | Дэниел Стерес                                  | 1990         |
| 6  | Бразилия                  | ПЗ   | Артур                                          | 1996         |
| 7  | Парагвай                  | Нап  | Иван Франко (в аренде из «Либертада»)          | 2000         |
| 8  | Марокко                   | ПЗ   | Амин Басси                                     | 1997         |
| 9  | Парагвай                  | Нап  | Себастьян Феррейра                             | 1998         |
| 11 | Соединённые Штаты Америки | Нап  | Кори Бэрд                                      | 1996         |
| 12 | Соединённые Штаты Америки | Вр   | Стив Кларк                                     | 1986         |
| 13 | Соединённые Штаты Америки | Вр   | Эндрю Тарбелл                                  | 1993         |
| 14 | Соединённые Штаты Америки | Нап  | Роберто Авила                                  | 2000         |
| 15 | Нидерланды                | Защ  | Джевенсио Ван дер Кюст (в аренде из «Утрехта») | 2001         |
| 16 | Мексика                   | ПЗ   | Эктор Эррера                                   | 1990         |
| 17 | Зимбабве                  | Защ  | Тинейдж Хадебе                                 | 1995         |
| 19 | Республика Гаити          | ПЗ   | Шарль Огюст                                    | 1999         |

| №  |                           | Поз. | Имя                                           | Год рождения |
| -- | ------------------------- | ---- | --------------------------------------------- | ------------ |
| 20 | Панама                    | ПЗ   | Адальберто Карраскилья                        | 1998         |
| 21 | Колумбия                  | ПЗ   | Нельсон Киньонес (в аренде из «Онсе Кальдас») | 2002         |
| 22 | Соединённые Штаты Америки | Защ  | Тейт Шмитт                                    | 1997         |
| 23 | Нигерия                   | Нап  | Ифунаньячи Ачара                              | 1997         |
| 24 | Нигерия                   | Защ  | Муджиб Мурана                                 | 2000         |
| 25 | Соединённые Штаты Америки | ПЗ   | Гриффин Дорси                                 | 1999         |
| 27 | Колумбия                  | ПЗ   | Луис Кайседо                                  | 1996         |
| 28 | Дания                     | Защ  | Эрик Святченко                                | 1991         |
| 30 | Соединённые Штаты Америки | Защ  | Чейс Гаспер                                   | 1996         |
| 31 | Бразилия                  | Защ  | Микаэл                                        | 2000         |
| 32 | Колумбия                  | ПЗ   | Хуан Кастилья                                 | 2004         |
| 34 | Исландия                  | Нап  | Торлейвюр Ульварссон                          | 2000         |
| 35 | Либерия                   | ПЗ   | Бруклин Рейнз                                 | 2005         |
| 38 | Доминиканская Республика  | Вр   | Хавьер Вальдес                                | 2003         |
|    | Нигерия                   | Нап  | Ибрахим Алию                                  | 2002         |

### Игроки в аренде
| \| № \| \| Поз. \| Имя \| Год рождения \| \| -- \| \| ---- \| --------------------------------------------- \| ------------ \| \| 33 \| \| ПЗ \| Дэнни Риос (в аренде в «Лас-Вегас Лайтс») \| 2003 \| \| \| \| ПЗ \| Матиас Вера (в аренде в «Архентинос Хуниорс») \| 1995 \| |           |      |                                               |              |
| № |           | Поз. | Имя                                           | Год рождения |
| 33 | Сальвадор | ПЗ   | Дэнни Риос (в аренде в «Лас-Вегас Лайтс»)     | 2003         |
| | Аргентина | ПЗ   | Матиас Вера (в аренде в «Архентинос Хуниорс») | 1995         |

## Список тренеров
- Доминик Киннир (2006—2014)
- Оуэн Койл (9 декабря 2014 — 25 мая 2016[9])
- Уэйд Барретт (28 мая — 26 октября 2016, и. о.)
- Уильмер Кабрера (28 октября 2016 — 13 августа 2019)
- Дейви Арно (13 августа[10][11][12] — 25 октября 2019, и. о.)
- Таб Рамос (25 октября 2019[13][14] — 4 ноября 2021)
- Пауло Нагамура (3 января[15] — 5 сентября 2022[16])
- Кенни Банди (5 сентября — 8 ноября 2022, и. о.)
- Бен Олсен (8 ноября 2022[17] — н. в.)

## Форма

### Домашняя
| 2006—2007 | 2007—2009 | 2009—2011 | 2011—2013 | 2013—2015 | 2015—2017 | 2017—2019 | 2019—2021 | 2021—2023 | 2023—2025 | 2025—н. в. |

### Гостевая
| 2006—2007 | 2007—2009 | 2009—2011 | 2011—2012 | 2012—2014 | 2014—2016 | 2016—2018 | 2018—2020 | 2020—2022 | 2022—2024 | 2024—н. в. |

### Резервная
| 2012—2013 |

Источники:,

### Экипировка
| Период     | Производитель | Период     | Титульный спонсор         | Период     | Рукавный спонсор          |
| ---------- | ------------- | ---------- | ------------------------- | ---------- | ------------------------- |
| 2008—н. в. | Adidas        | 2008—2011  | Amigo Energy              | 2021—2022  | MD Anderson Cancer Center |
| 2008—н. в. | Adidas        | 2011—2013  | Greenstar Recycling       | 2023—н. в. | Apple TV+                 |
| 2008—н. в. | Adidas        | 2015—2019  | BHP Billiton              | 2023—н. в. | Apple TV+                 |
| 2008—н. в. | Adidas        | 2019—н. в. | MD Anderson Cancer Center | 2023—н. в. | Apple TV+                 |

## Достижения
- Обладатель Кубка MLS: 2006, 2007
- Обладатель Открытого кубка США: 2018, 2023